# 东湖街道 (齐齐哈尔市)
东湖街道是中国黑龙江省齐齐哈尔市铁锋区下辖的一个街道。2023年8月2日，齐齐哈尔市铁锋区人民法院驻东湖街道八里社区法官工作站挂牌。
区内东湖小区和炮台屯工人新村为铁路职工居住区。